# Fusillades in Tiel
De fusillades in Tiel waren twee gebeurtenissen in Tiel aan het einde van de Tweede Wereldoorlog. Op 20 september 1944 werden veertien gevangenen uit Wamel door Duitse soldaten geëxecuteerd, op 24 december 1944 vijf gijzelaars uit Tiel. Beide executies waren represailles voor activiteiten van het verzet.
Minstens zes andere mannen zijn in de nadagen van de oorlog spoorloos verdwenen. Waarschijnlijk zijn ook zij gefusilleerd. Deze verdwijningen stonden na de oorlog bij justitie te boek als de Tielcase.

## 20 september 1944
Op 17 september 1944 begon Operatie Market Garden met onder meer geallieerde luchtlandingen in de omgeving van Nijmegen. De Duitse bezetters die in Tiel waren gelegerd, waren hierdoor extra waakzaam. Op 19 september nam een Duitse patrouille een kijkje in Wamel, aan de overkant van de Waal. Daar werden zij beschoten door leden van het verzet. 
In de daaropvolgende nacht schoten de Duitsers vanaf Tiel het Wamelse veerhuis en de woning van de veerbaas in brand. Nadat enkele Engelse soldaten in Wamel waren aangekomen, vond opnieuw een gewapend treffen plaats met een Duitse eenheid, en werden opnieuw enkele huizen in brand gestoken. Als represaille namen de Duitsers willekeurig vijftien mannen gevangen. Marinus de Lorijn, die probeerde te vluchten, werd aan de Wamelse kant al geëxecuteerd. De Duitsers keerden met de pont terug naar Tiel met dertien gevangenen. Eerder was een veertiende gevangene al overgezet. De veertien mannen werden diezelfde dag zonder proces gefusilleerd bij de Tielse walmuur. Ze zijn samen in een graf begraven op het Tielse RK begraafplaats aan de J.D. van Leeuwenstraat. In 1947 hebben de nabestaanden een hardstenen grafmonument laten aanbrengen. 

### Slachtoffers
- Antoon den Bieman (53 jaar)
- Piet Dingenouts (50 jaar)
- Huub van Echteld (31 jaar)
- Karel van Echteld (41 jaar)
- Nicolaas van Echteld (43 jaar)
- Piet van Elsen (56 jaar)
- Dirk Cornelis Jansen (63 jaar)
- Petrus Johannes Jansen (21 jaar)
- Sigebertus Johannes Gerardus Jansen (22 jaar)
- Jan van Rooij (27 jaar)
- Hendrik Schonenberg (68 jaar)
- Johannes Marinus Schonenberg (36 jaar)
- Wim Schonenberg (35 jaar)
- Jan van der Wielen (47 jaar)

## 24 december 1944
Eind november 1944 werd een Engelse piloot neergeschoten boven Culemborg. Via verschillende schuiladressen werd hij, in afwachting van de oversteek naar bevrijd gebied, ondergebracht bij familie Van Elsen in Tiel. Doordat een van de verzetsmensen zijn mond voorbij praatte, werden de Duitsers geïnformeerd en deden zij een inval in de woning van Van Elsen. Jan van Elsen, een lokaal leider van de Landelijke Knokploegen, was op dat moment niet thuis. De Duitsers arresteerden daarom behalve de piloot ook Van Elsens echtgenote, de zwangere Mimi van Elsen. Bij de verzetsgroep leefde de angst dat zij zou doorslaan, wat zou kunnen betekenen dat een groot deel van het Betuwse verzet opgerold zou worden. Op 23 december bevrijdden drie gemaskerde mannen haar daarom uit het politiebureau. De Duitsers waren woedend, namen vijf mannen in gijzeling en maakten bekend dat zij hen zouden executeren als het echtpaar Van Elsen of de bevrijders zich niet zouden melden. Deze melding bleef uit en op zondagochtend 24 december werden vijf Tielenaren gefusilleerd. Zij werden, om rumoer onder de Tielse bevolking te voorkomen, begraven in Zoelen.

### Slachtoffers
- Wim van den Bogaard (47 jaar) was parlevinker, actief in het verzet en betrokken bij de Waalcrossings.
- Jan Daalderop (43 jaar) was een van de eigenaren van metaalwarenfabriek Daalderop & Zonen.
- Izak Dasberg (51 jaar) was meubelmaker en Joods. Vanwege zijn huwelijk met een niet-Joodse vrouw was hij eerder al uit kamp Westerbork vrijgelaten, nadat hij onder dwang de keuze had gemaakt zich te laten steriliseren.
- Nicolaas Adriaan Oostinga (63 jaar) was directeur van het Tielse Post- en Telegraafkantoor.
- Chris Weijman (36 jaar) had een sigarenwinkel en was actief in het verzet.

## Monumenten
Na de oorlog werd op de executieplaats aan de Waalkade, vlak bij het veer naar Wamel, een gedenkplaat aangebracht met de tekst Op 20 september 1944 werden op deze plaats veertien onschuldige burgers uit het dorp Wamel door de Duitschers vermoord. Het bestaat uit een relief in een bakstenen muur. De slachtoffers worden hier jaarlijks op 4 mei herdacht. In Wamel worden zij herdacht bij het monument voor de oorlogsslachtoffers aan de Dorpsstraat.
Kort na de bevrijding werd in de gevangenis een houten gedenkplaat ter herinnering aan de fusillade van 24 december 1944 aan een stuk muur bevestigd. Die plaat verdween toen de restanten van de gevangenis in 1947 werden gesloopt. Van 1954 tot 1984 stond er een garage op de plaats van de gevangenis, met een houten kruis ter herinnering aan de gefusilleerden. In april 2018 zijn een afbeelding van de gevangenis en de namen van de vijf slachtoffers aangebracht op de glazen wand van het entreegebouw van parkeergarage Westluidense Poort, ongeveer op de plek waar de gevangenis stond. In 2021 is dit monument vernield en verdwenen. Het is vervangen door een plaquette op een betonnen sokkel, gemaakt door Cor Litjens, aan de rand van vlindertuin  De Zindering.
In 1953 is aan de buitenmuur naast de oude ingang van het voormalige post- en telegraafkantoor een bronzen herdenkingsplaquette ter nagedachtenis van Oostinga onthuld, een van de slachtoffers van de fusillade van 24 december.

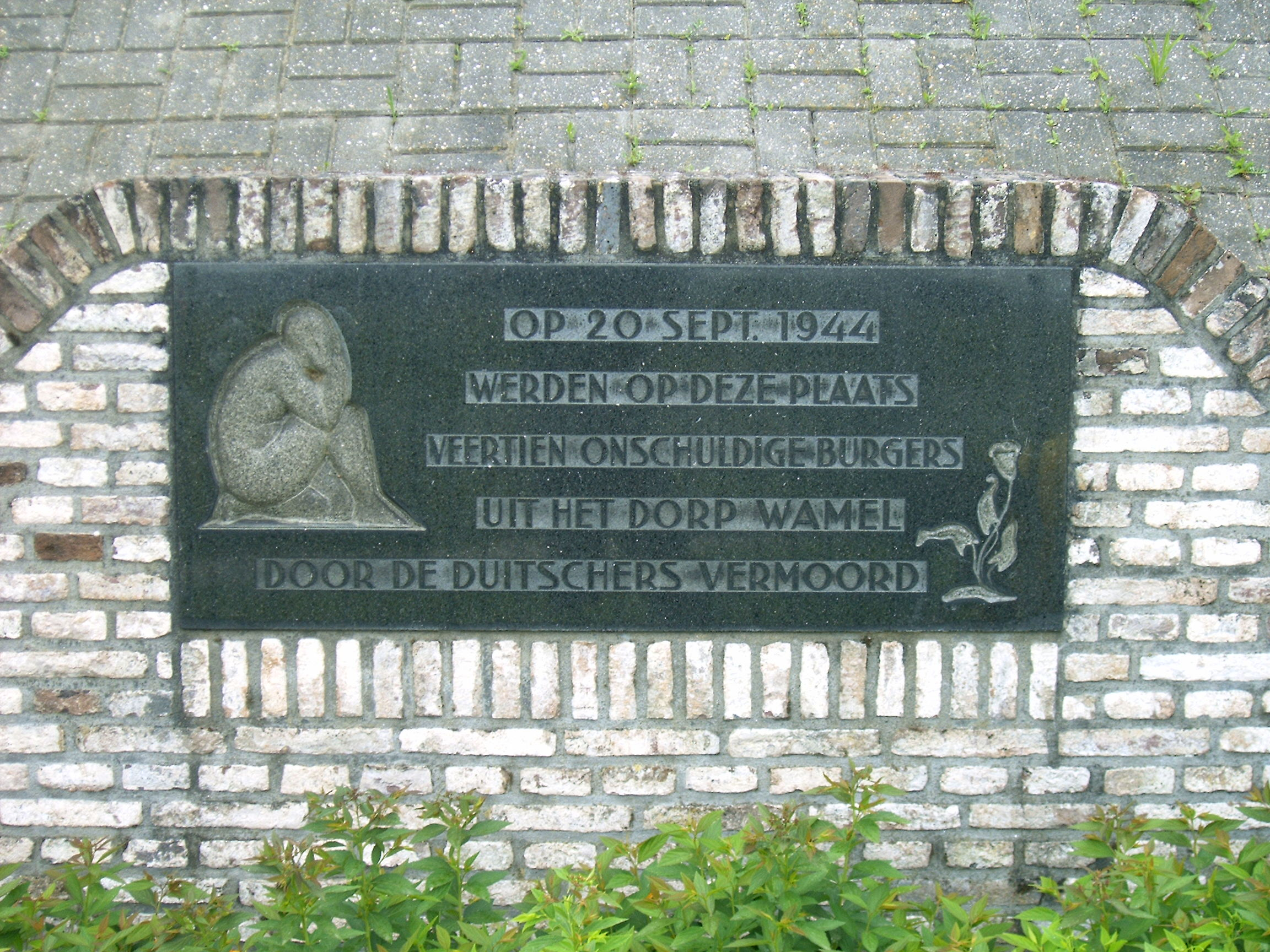
Herdenkingsmonument voor de gefusilleerden uit Wamel (omstreeks 1946)
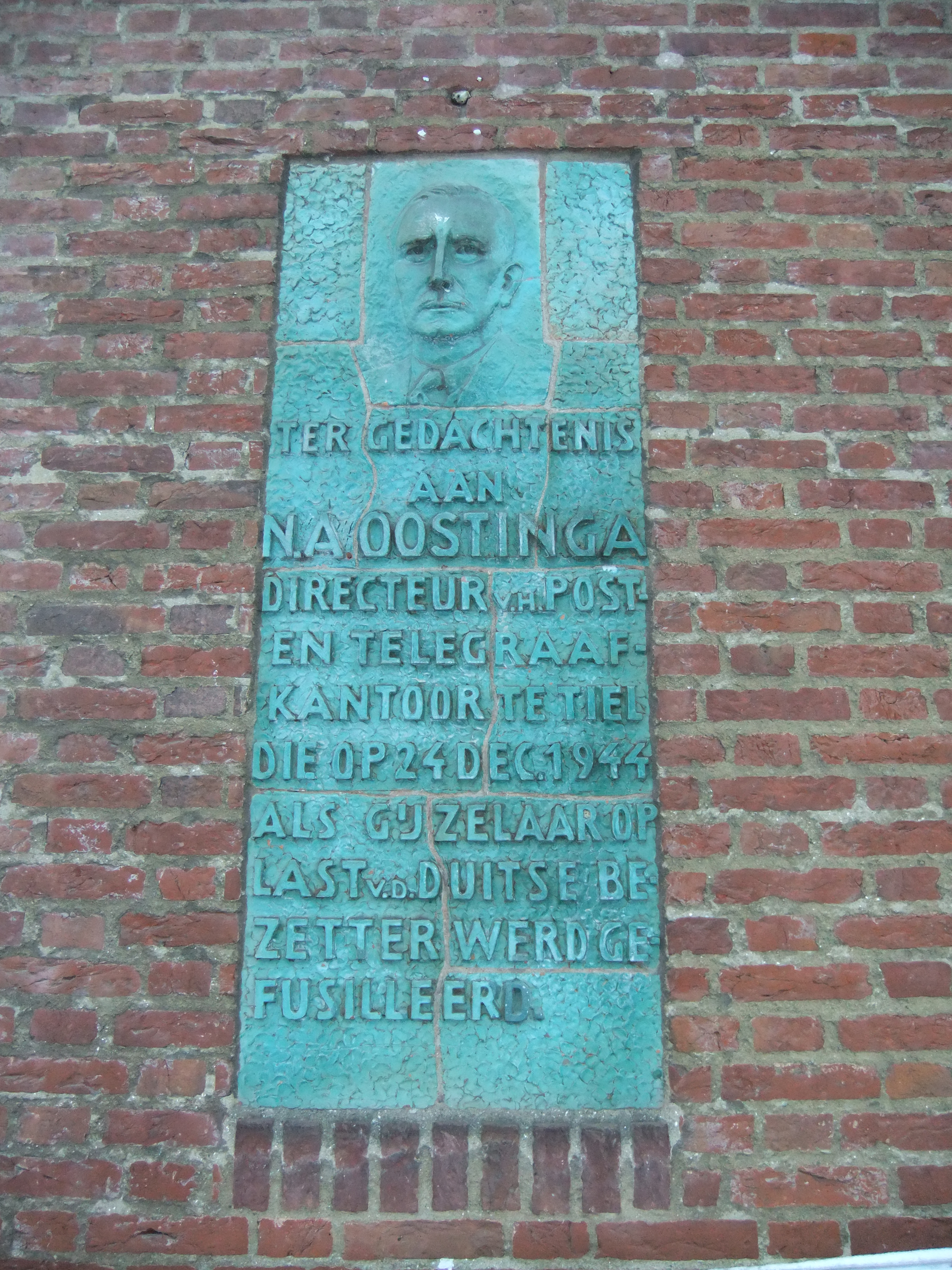
Herdenkingsplaquette voor N.A. Oostinga (1953)
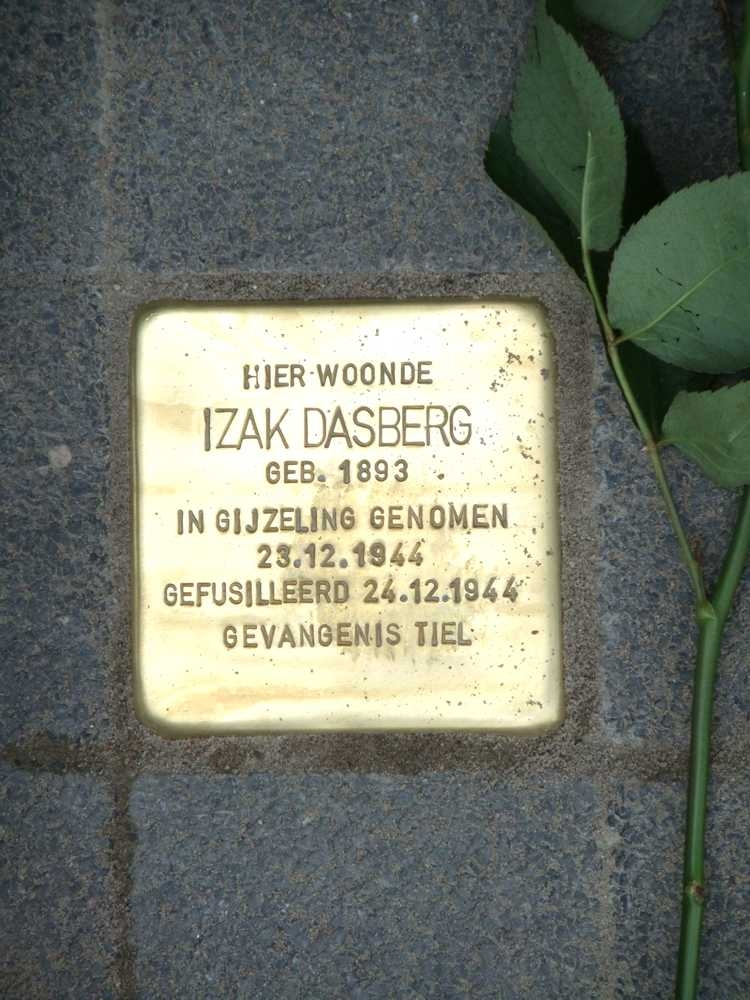
Stolperstein voor Izak Dasberg (2010)
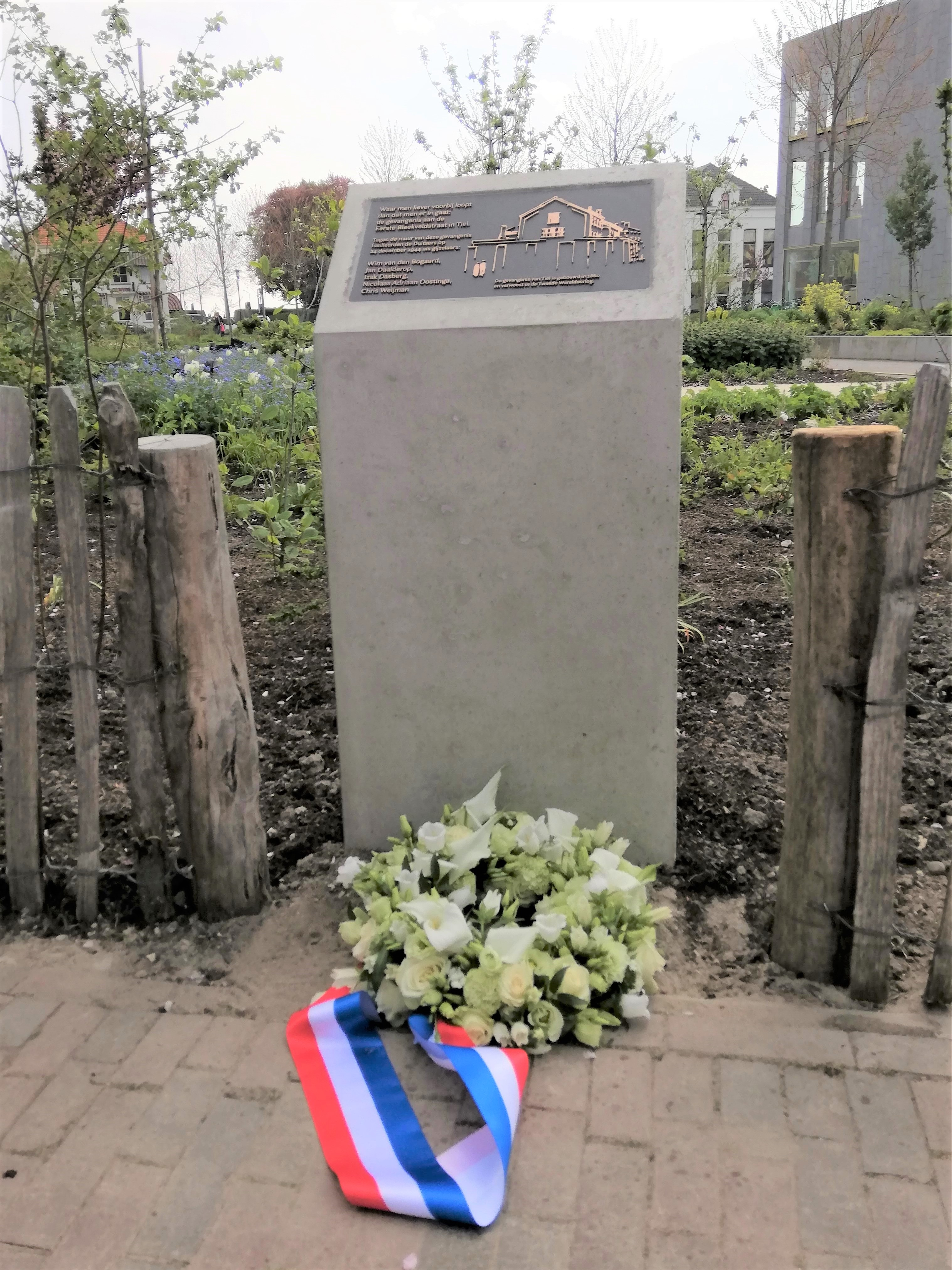
Gedenkteken voor de gefusilleerden van 24 december 1944 (2022)